# Rui Simões
Pour les articles homonymes, voir Simões (homonymie).
Rui Simões, né à Lisbonne le 20 mars 1944, est un cinéaste et un producteur portugais.

## Filmographie
- 2010 : Ilha da Cova da Moura (documentaire)
- 2006 : Ensaio Sobre o Teatro (documentaire)
- 2005 : Os meus Espelhos (court-métrage)
- 2004 : Se Podes Olhar Vê. Se Podes Ver Repara. (documentaire)
- 1998 : Rickshaw (court-métrage)
- 1994 : Cenas de Caça
- 1990 : Portugal (court-métrage)
- 1981 : Bom Povo Português (documentaire)
- 1976 : Deus Pátria Autoridade (documentaire)
- 1976 : São Pedro da Cova (documentaire)